# Potentilla emilii-popii
Potentilla emilii-popii är en rosväxtart som beskrevs av E. I. Nyárády. Potentilla emilii-popii ingår i Fingerörtssläktet som ingår i familjen rosväxter. Inga underarter finns listade i Catalogue of Life.